# Süseler See
Der Süseler See ist ein See in der Gemeinde Süsel im Kreis Ostholstein in Schleswig-Holstein. Er liegt im Schleswig-Holsteinischen Hügelland umgeben von einer hügeligen Moränenlandschaft.
Der See mit einer Größe von etwa 77 ha und einer maximalen Tiefe von 9,3 Metern liegt nordöstlich von Süsel. Er wird befischt und es gibt eine Badestelle.

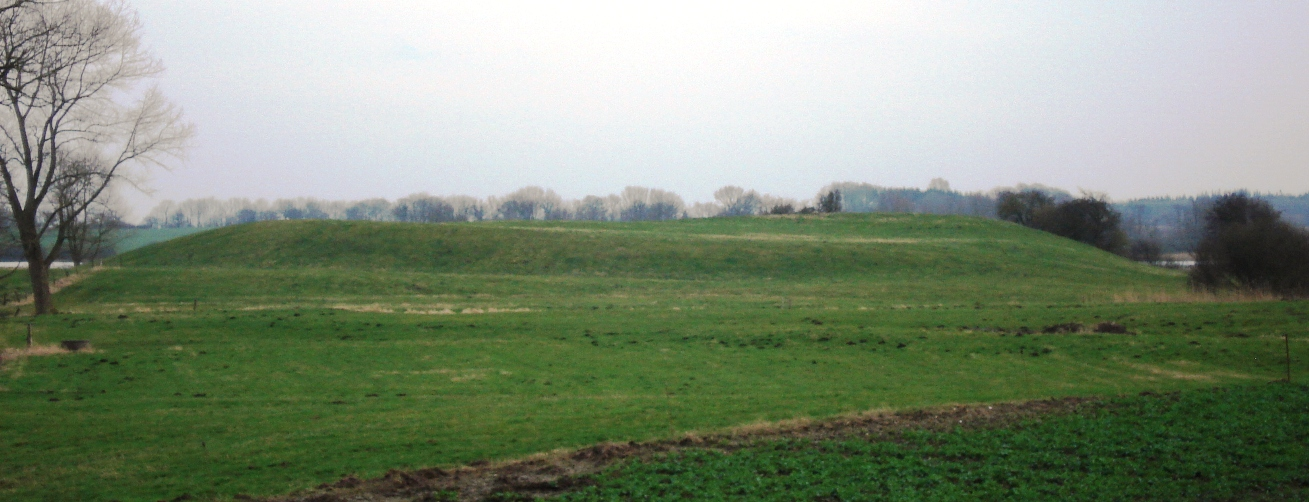
Die Süseler Schanze - aus Norden

Er wird von der aus Norden kommenden Gösebek durchflossen, die ihn im Süden in Richtung des Taschensees verlässt. 
Der See hat eine unregelmäßige ovale Form die von Nordwesten nach Südosten verläuft - dort hat er eine Länge von ca. 1,5 km und (an der schmalsten Stelle) ca. 350 m Breite.

## Sonstiges
Auf der Halbinsel am nördlichen Ufer des Sees liegt die Süseler Schanze.